# 2008 UA332
2008 UA332 est un objet en résonance 1:4 avec Neptune de magnitude absolue 5,8. 
Son diamètre est estimé entre 200 km et 300 km suivant l'albédo retenu, ce qui le qualifie comme candidat au statut de planète naine. 